# Цирк (Стародавній Рим)

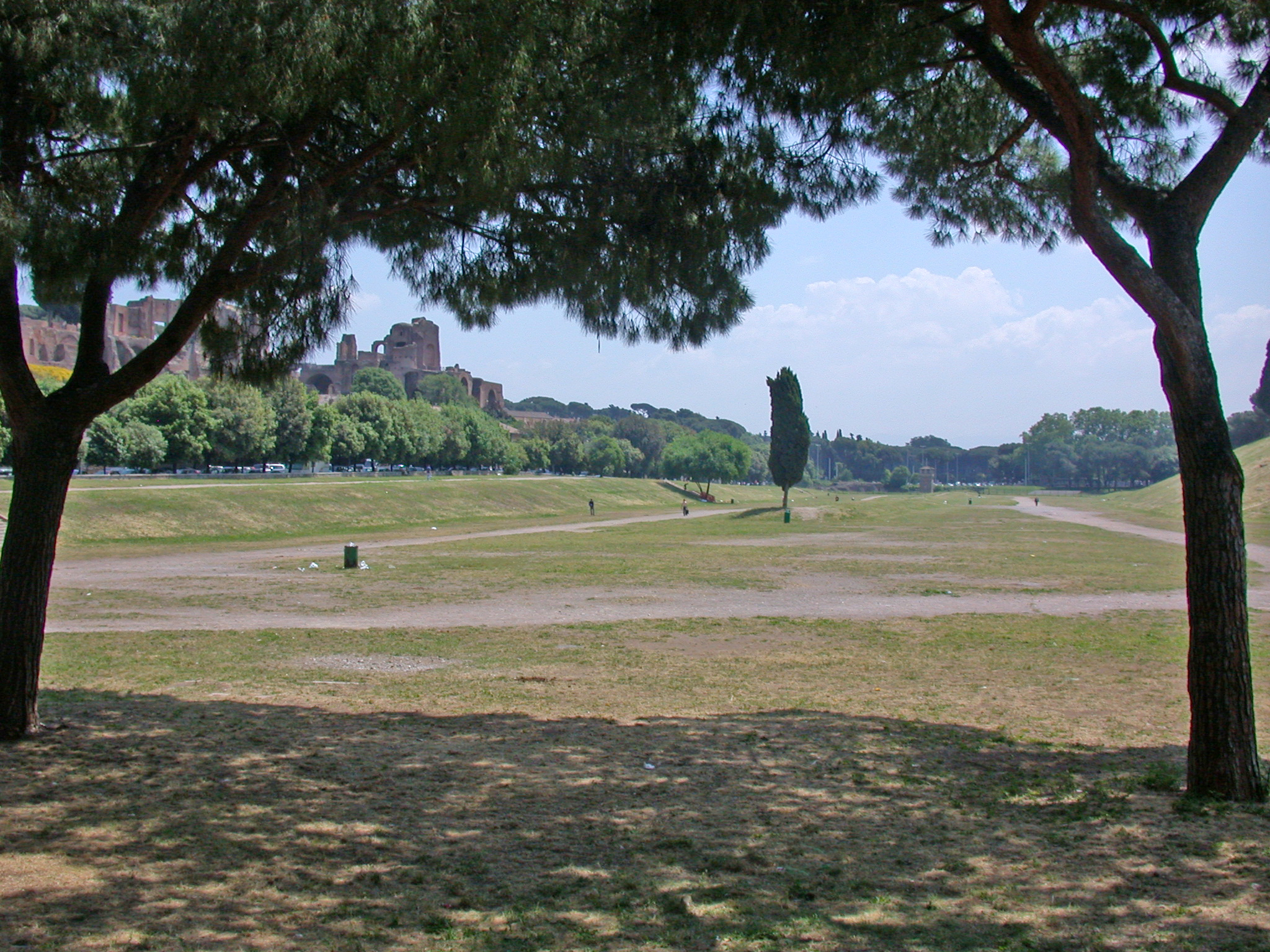
Місце колишнього Circus Maximus. Рим, Італія

Цирк (лат. circus, досл. «коло») — арена просто неба у Стародавньому Римі, де відбувалися різноманітні публічні заходи: перегони колісниць, кінні перегони, гладіаторські бої тощо. За своєю структурою цирки були схожі на давньогрецькі іподроми, проте мали більший розмір та застосувавалися для інших цілей.

## Структура

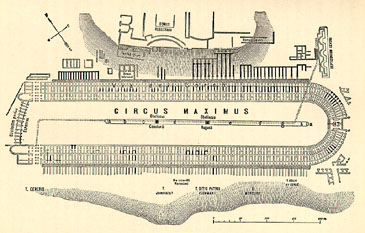
План Circus Maximus, за яким будувалися і інші давньоримські цирки

Ристалище, або власне арена давньоримського цирку, незважаючи на свою назву, зазвичай являла собою довгий прямокутник. Вона складалася з двох паралельних доріжок, між якими розташовувався серединний бар'єр, довжиною близько двох третин від траси. З одного боку обидві доріжки з'єднувалися напівкруглою секцією, а з іншого боку були закриті характерними стартовими воротами, що називалися карцерами. Найкращим прикладом цієї конструкції є римський Circus Maximus.
Серединний бар'єр (лат. spina, досл. «хребет») зазвичай містив витіюваті колони, статуї та пам'ятні обеліски. Місця поворотів, утворені напівкруглою секцією з обох кінців бар'єру, позначалися конічними полюсами, що називалися мета.
Ристалище було оточене з усіх боків висхідними рядами сидінь, між яких деінде робилися пробіли або для проходу глядачів, або для розміщення високопосадовців та почесних осіб. До того ж, в одному з цирків (а саме у єгипетському Антінополі) виявлений проміжок розміром близько 50 м між карцерами та початком висхідних місць, де, вочевидь, не було жодної споруди.
Окрім цирків, у Стародавньому Римі існували схожі споруди, що називалися стадіонами. За своїм плануванням вони були схожі на цирки, але мали менші розміри, оскільки використовувались переважно для змагань з атлетики в грецькому стилі.  Прикладом будівель такого типу є Стадіон Доміціана у Римі.

## Особливості

### Датування
На відміну від інших римських будівель, цирки часто перебудовувалися протягом тривалого періоду часу, поступово перетворюючись з простої доріжки в полі на величезні камінні споруди. Хоча такі цирки, як Circus Maximus у Римі, могли існувати вже в 500 році до н. е., більшість цирків були споруджені між 200 роком до н. е. та 200 роком н. е.

### Розміри
Приблизні розміри давньоримських цирків можна вимірити двома способами: довжиною траси та місткістю. Інші виміри, наприклад, зовнішніх стін, часто відрізняються залежно від місця розташування об'єкту, навколишньої місцевості або конкретних архітектурних особливостей.
Найпростішим є визначення довжини траси цирку, оскільки для цього лише потрібно провести розкопки з кожного кінця центральної лінії. Це можна зробити навіть тоді, коли руїни цирку лежать глибоко під іншими спорудами. Загалом, довжина траси різних цирків може значно відрізнятися: від 245 м у Герасі (теперішня Йорданія) до 621 м у римському Великому цирку.
Іншим способом виміру розмірів цирку є глядацька місткість. Це є набагато складнішим, оскільки для цього спочатку потрібно визначити вертикальні та горизонтальні розміри рядів сидінь. У багатьох випадках структура висхідних сидінь є зруйнованою у місцях, де її треба вимірювати. Глядацька місткість відрізнялася від приблизно 15 тис. у цирку Гераси до 150 тис. (а за деякими, даними навіть 250 тис.) у Великому Цирку.

### Положення
Можна стверджувати, що цирки не будувались у якомусь особливому положенні щодо сторін світу. Стосовно людських поселень цирки зазвичай будувалися у трьох місцях:
- поза міськими стінами, як-от у Герасі (Йорданія) або Лептіс-Магні (Лівія).
- просто в межах міських стін, як у Салоніках (Греція).
- всередині стін, а саме у середмісті, становлячи невід'ємну частину архітектурного ансамблю міста, наприклад у: Римі, Сірмії (Сербія) та Таррако (Іспанія).

### Карцери
Карцери (лат. carceres), або стартові ворота, мали характеру похилу, злегка вигнуту форму задля створення рівної відстані між окремими стартовими точками та початком першого рубіжу. Карцери створювалися так, щоб перегони відбувалися навколо серединного бар'єру в напрямку проти годинникової стрілки.
Їхня форма була стандартною в усіх цирках Стародавнього Риму. Ця подібність карцерів свідчить про те, що вони будувались згідно з математичними пропорціями. Невідомо, коли карцери стандартизованої форми з' явилися вперше, а також чи існують документальні підтвердження існування якихось формул.

## Найкращі приклади
Найкраще збереженими вважаються Цирк Максенція в Римі, а також цирки в Емерита-Августі (Іспанія), Кесарії Палестинській (Ізраїль), Герасі (Йорданія), Тирі (Ліван), Міробризі (Португалія) та Лептіс-Магні (Лівія).